# Куккурулло, Уоррен
Уо́ррен Брюс Куккуру́лло (англ. Warren Bruce Cuccurullo; род. 8 декабря 1956 года, Нью-Йорк, США) — американский музыкант и автор песен, в 1970-х годах сотрудничавший с Фрэнком Заппой. Он также известен как один из основателей группы Missing Persons, выступавшей в 1980-е годы, участник Duran Duran в 1989—2001 гг., владелец ресторана и бывший бодибилдер.

## Жизнь и карьера

### Ранние годы
Уоррен Брюс Куккурулло родился 8 декабря 1956 года в Бруклине, Нью-Йорк, в семье Джерри и Эллен Куккурулло. Он старший из четырёх их детей, у него два брата, Джерри и Роберт, и сестра Стефани. Куккурулло итало-американского происхождения, его предки жили в городе Ночера-Инферьоре, что в итальянской Кампании. Также у него есть и греческие корни.
Куккурулло вырос в районе Канарси в Бруклине и в раннем детстве начал играть на барабанах и гитаре. В 1974 году он окончил среднюю школу Канарси (Canarsie High School). В подростковом возрасте Уоррен стал преданным поклонником Фрэнка Заппы и начал ездить на каждое его шоу, проводившееся в пределах 500 миль от его дома в Бруклине.

### Сотрудничество с Фрэнком Заппой
В середине 1970-х Уоррен подружился с несколькими участниками группы Заппы, включая Терри Боззио и Патрика О’Хёрна. В течение следующих трёх лет он выступал с группой на сцене в нескольких шоу, а также появился в фильме Заппы 1979 года "Baby Snakes", снятом в октябре 1977-го. Уоррен произвёл впечатление на Фрэнка Заппу, поскольку знал гитарные партии каждой его песни.
В декабре 1978-го, в возрасте 22 лет, Куккурулло был приглашён на прослушивание в качестве гитариста в новую гастрольную группу Заппы, в которой были заменены многие участники (включая Боззио и О’Хёрна). Для концертных альбомов Заппы было записано несколько живых выступлений во время европейско-азиатского турне "Human Jukebox" в начале 1979 года. После тура Куккурулло вернулся с Заппой в студию, чтобы работать над альбомами рок-оперы "Joe’s Garage", в которых он представлял ритм-гитару и несколько вокальных партий. Жена Терри Боззио, Дейл Боззио, также участвовала в альбоме с вокальными партиями. Куккурулло и Дейл Боззио начали вместе писать песни и в конце концов убедили Терри, что им троим следует создать собственную группу.
Заппа попросил Куккурулло сыграть в его туре 1988 года, но к тому времени последний начал участвовать в Duran Duran, и поэтому он отказался.

### Missing Persons (1980—1986)
В 1980-м Куккурулло, Терри и Дейл Боззио сформировали группу Missing Persons, записав вместе с сессионными музыкантами, включая будущего клавишника Чака Уайлда, четырёхпесенный мини-альбом (EP) под названием Missing Persons. Затем они отправились в тур по продвижению EP и участвовали в создании фильма "Lunch Wagon". К 1981 году к группе присоединился ещё один музыкант Заппы Патрик О’Хёрн, и Чак Уайлд стал официальным участником Missing Persons. Два года напряжённой работы привели их к подписанию контракта с Capitol Records в 1982-м, выпуску альбома Spring Session M и последующему успеху группы на радио и телеканале MTV. Особой популярностью пользовались синглы "Mental Hopscotch", "Destination Unknown", "Walking in LA", "Words" и "Windows". Группа выступила на трёхдневном концерте в Южной Калифорнии, фестивале US Festival в мае 1983 года.
В 1984 году Куккурулло изобрёл новый тип гитары, который он назвал "Missing Link", и использовал его в экспериментальном альбоме Rhyme & Reason (1984). Группа продолжила своё творчество и в июне 1986 года выпустила более традиционный альбом Color in Your Life, но во время недолгого промо-тура рост напряжённости между тогдашними мужем и женой Терри и Дейл Боззио привёл к концу тура и группы.
Предоставленный сам себе, Куккурулло начал записывать музыку в своей спальне и в конечном итоге выпустил сольный альбом Machine Language.

### Duran Duran
В 1986—2001 гг. Куккурулло был гитаристом группы Duran Duran, с 1986 года сессионно, а с 1989-го — официально. Песня "Ordinary World" из альбома The Wedding Album (1993), соавтором которой он стал, имела мировой успех. Также была популярна и другая песня, сочинённая совместно с Уорреном, — "Come Undone". В 1995 году вышел альбом с кавер-версиями на любые песни группы под названием Thank You. Затем Duran Duran выпустили два малоизвестных альбома — Medazzaland (1997) и Pop Trash (2000); наиболее известные песни, которые они содержат, — это "Out of My Mind", записанная в качестве саундтрека для фильма Филлипа Нойса «Святой» (The Saint, 1997) с Вэлом Килмером в главной роли, и "Someone Else Not Me" соответственно.

### TV Mania
С начала 1990-х Куккурулло сотрудничал с товарищем по группе Duran Duran Ником Роудсом. Они назвали себя TV Mania и стали писать экспериментальную трилогию рок-оперы под названием "Bored With Prozaic and the Internet?". Кроме того, Роудс и Куккурулло записали песню под названием "Tomorrow Never Dies" с вокалисткой Тессой Найлс для фильма о Джеймсе Бонде «Завтра не умрёт никогда». Песня не была выбрана, поэтому Duran Duran перезаписали её для альбома Pop Trash с новым текстом под названием "Last Day on Earth". В декабре 1996 года Роудс и Куккурулло написали и спродюсировали две песни для никогда не завершённого проекта Blondie ("Pop Trash Movie" и "Studio 54"); перезапись первой дала название альбому Pop Trash.
В Duran Duran альбомы Medazzaland и Pop Trash были сделаны из переработанных песен TV Mania. Все тексты к песням для альбома Pop Trash написаны Роудсом, за исключением "Someone Else Not Me".
Официальный релиз полного альбома из 11 треков Bored With Prozaic and the Internet? состоялся 11 марта 2013 года.

### Сольная и совместная работа
Во время перерывов в гастрольном графике Duran Duran 1989–1990 годов Куккурулло работал с Тэцуей Комуро, Шанкаром и Патриком О’Хёрном.
В 1994 году подготовка к персональной выставке недалеко от родного города Уоррена вызвала всплеск творчества; менее чем за десять дней он записал и микшировал альбом Thanks 2 Frank с басистами Пино Палладино и Ником Беггсом, а также бывшим барабанщиком Заппы Винни Колаютой. Альбом был выпущен Imago Records в 1996 году.
В 1997-м Куккурулло закончил Machine Language, альбом инструментальной гитары в стиле эмбиент, также изданный Imago. В 1998 году он выпустил концертный альбом Roadrage (под лейблом Bandai Records). The Blue, записанный с Шанкаром в 1992 году, был издан самостоятельно в 2000-м. Другой эмбиент-альбом, Trance Formed, был выпущен One Way Records в 2003 году.
В 2005 году Куккурулло и Терри Боззио вместе записали компакт-диск под названием Playing in Tongues, который был выпущен в Европе Edel Records и в США Zappa Records в 2009 году.
Куккурулло также завершил работу над концептуальным альбомом под названием N'Liten Up, записанным в студии The Village, в Западном Лос-Анджелесе (продюсер Симоне Селло).

### Missing Persons (с 1995)
Альбом Spring Session M был выпущен на компакт-диске в 1995 году, за ним последовали Rhyme and Reason и Color in Your Life в 2000 году. Каждый из трёх студийных CD был впоследствии дополнен шестью редкими би-сайдами или концертными треками. Classic Remasters — это сборник обновлённых треков и танцевальных миксов, выпущенный Capitol Records без участия группы.
Начиная с 1997 года, Куккурулло начал работу над своим проектом "Missing Persons Archival Trilogy". Первым выпущенным компакт-диском стал Late Nights Early Days 1998 года, живой концерт, записанный в 1981-м с добавленным студийным треком 1980 года "Action/Reaction". За этим последовал сборник современных ремиксов на классические треки Missing Persons Missing Persons Remixed Hits (1999), который включал ремикс TV Mania на "Destination Unknown". В 2002 году был выпущен альбом Lost Tracks, сборник очень редких живых треков Missing Persons из пяти разных эпох группы.
Между тем, в конце 2000 года Куккурулло и Дейл Боззио снова начали обсуждать воссоединение Missing Persons с оригинальными участниками (Уорреном Куккурулло, Дейл Боззио и Терри Боззио) с новым клавишником Роном Постером (из группы Дейл Боззио), басистом Уэсом Вемиллером (ранее выступавшим в сольной группе Куккурулло и как гастрольный басист Duran Duran с 1997 по 2001 год). Кратковременное официальное воссоединение состояло из рекламных мероприятий и трёх концертов в июле 2001 года.
В конце 2002 — начале 2003 гг. появился новый проект — Missing Persons Featuring Dale Bozzio and Warren Cuccurullo. В него вошли также клавишник Рон Постер, басист Уэс Вемиллер и ударник Джо Трэверс (ранее входивший в сольную группу Куккурулло и гастрольный барабанщик Duran Duran с 1999 по 2001 год). Этот состав Missing Persons был представлен в телепрограмме "Access Hollywood" (во время исполнения песни "Destination Unknown") и отыграл три живых выступления в феврале 2003 года. После этого Дейл Боззио с группой вернулась к гастролям как "Missing Persons" с нанятыми музыкантами. В 2011 году Куккурулло вновь примкнул к Боззио в рамках ещё одного недолгого тура воссоединённых Missing Persons.

### Ресторанные проекты
В середине 2002 года Куккурулло приобрел итальянский ресторан Via Veneto в Санта-Монике, штат Калифорния. Впоследствии он также профинансировал открытие ресторана Hidden и ресторанов вьетнамской кухни.

### Возвращение к музыке
Сосредоточившись на своей музыке, Куккурулло начал новый совместный проект с композитором Эриком Александракисом, барабанщиком Стивом Ферроне и продюсером Энтони Дж. Реста.
11 мая 2010 года Куккурулло выпустил дебютный альбом своего совместного творчества с вокалистом Нилом Карлиллом из группы Chicanery. Записанный несколькими годами ранее, альбом, также названный Chicanery, был выпущен на CD и цифровых носителях dPulse Recordings. Из музыкантов, которые присоединились к Куккурулло и Карлиллу для отдельных сессий во время записи альбома Chicanery, были,  помимо прочих, Терри Боззио, Джо Трэверс, виртуоз саранги Устад Султан Хан и продюсер Симоне Селло.
Также в 2010 году в Мар Виста, Лос-Анджелес, Куккурулло вместе с бывшими музыкантами Фрэнка Заппы Артуром Барроу (бас) и Томми Марсом, а также Ларри Климасом (саксофон) и Энди Кравицем (барабаны, перкуссия) сформировал местную группу фри-джаза под названием Theoretical 5.

## Личная жизнь
У Куккурулло есть приёмный ребёнок Майко Куккурулло (род. в 1983), который живёт в Рио-де-Жанейро, Бразилия. На самом деле Майко является сыном Клаудии Буэно, бывшей давней подруги Уоррена. Майко участвует в клипе Duran Duran "Breath After Breath", снятом в Аргентине в 1993 году; также он выступал с небольшими вокальными партиями в проекте N'Liten Up.

## Дискография

### С Фрэнком Заппой
- Baby Snakes
- Joe's Garage Acts I, II, and III
- Shut Up 'n Play Yer Guitar
- Tinsel Town Rebellion
- Any Way The Wind Blows
- You Can't Do That on Stage Anymore volume 1
- You Can't Do That on Stage Anymore volume 4
- You Can't Do That on Stage Anymore volume 6
- Guitar
- You Can't Do That on Stage Anymore Sampler
- Strictly Commercial
- Frank Zappa: A Memorial Tribute
- Have I Offended Someone? (Catholic Girls)
- Son Of Cheep Thrills (Love Of My Life)

### С Missing Persons
- "Missing Persons" (EP; 1980, 1982)
- Spring Session M (1982, 1995)
- Rhyme & Reason (1984, 2000)
- Color in Your Life (1986, 2000)
- Best of Missing Persons (1987)
- Walking in L.A. (1988)
- Late Nights Early Days (1998)
- Missing Persons Remixed Hits (1999)
- Classic Remasters (2002)
- Lost Tracks (2002)

### С Duran Duran
- Notorious (1986)
- Big Thing (1988)
- Decade: Greatest Hits (1989)
- Liberty (1990)
- Duran Duran (The Wedding Album) (1993)
- Thank You (1995)
- Medazzaland (1997)
- Greatest (1999)
- Pop Trash (2000)
- Singles Box Set 1986—1995 (2004)

### Сольные релизы
- Thanks to Frank (1995)
- Machine Language (1997)
- Roadrage (1998)
- The Blue (2000)
- Trance Formed (2003)
- Playing in Tongues (март 2009, Edel Records (Европа); июнь 2009, Zappa Records (США))
- n'liten up (2015, выпущен самостоятельно на Bandcamp)
- Missing Person (2019)

### Chicanery
- Chicanery (май 2010, dPulse Recordings)